# Mexiko-Stadt E-Prix 2019
Der Mexiko-Stadt E-Prix 2019 (offiziell: 2019 CBMM Niobium Mexico City E-Prix) fand am 16. Februar auf der Autódromo Hermanos Rodríguez in Mexiko-Stadt statt und war das vierte Rennen der FIA-Formel-E-Meisterschaft 2018/19. Es handelt sich um den vierten Mexiko-Stadt E-Prix.

## Bericht

### Hintergrund
Nach dem Santiago E-Prix führte Sam Bird in der Fahrerwertung mit zwei Punkten vor Jérôme D’Ambrosio und mit 15 Punkten vor António Félix da Costa. In der Teamwertung hatte Envision Virgin Racing zwölf Punkte Vorsprung auf Mahindra Racing und 24 Punkte Vorsprung auf DS Techeetah.
Felipe Nasr debütierte beim Mexiko-Stadt E-Prix für Dragon Racing in der FIA-Formel-E-Meisterschaft, er ersetzte Maximilian Günther.
Mit Daniel Abt, D’Ambrosio und Lucas di Grassi traten drei ehemalige Sieger zu diesem Rennen an.
Abt, Sébastien Buemi, Félix da Costa, di Grassi und Stoffel Vandoorne erhielten im Rennen einen sogenannten Fanboost, sie durften die Leistung ihres Fahrzeugs nach der 23. Minute des Rennens einmal auf 240 kW bis 250 kW erhöhen und so bis zu 100 Kilojoule Energie zusätzlich verwenden. Buemi erhielt seinen 30. Fanboost in der FIA-Formel-E-Meisterschaft, di Grassi seinen 27. und Abt seinen 21. Felix da Costa und Vandoorne erhielten jeweils zum vierten Mal die Zusatzenergie, jedes Mal in dieser Saison.

### Training
Im ersten freien Training fuhr Abt in 59,319 Sekunden die Bestzeit vor Edoardo Mortara und Alexander Sims.
Félix da Costa war im zweiten freien Training mit einer Rundenzeit von 58,963 Sekunden Schnellster vor Felipe Massa und Sébastien Buemi.

### Qualifying
Das Qualifying begann um 11:45 Uhr und fand in vier Gruppen zu je fünf oder sechs Fahrern statt, jede Gruppe hatte sechs Minuten Zeit, in der die Piloten maximal eine gezeitete Runde mit einer Leistung 200 kW und anschließend maximal eine gezeitete Runde mit einer Leistung von 250 kW fahren durften. Bird rollte mit einem technischen Defekt aus und erzielte keine Rundenzeit, er qualifizierte sich somit nicht für das Rennen. Oliver Rowland war mit einer Rundenzeit von 59,593 Sekunden Schnellster. 
Die sechs schnellsten Fahrer fuhren anschließend im Superpole genannten Einzelzeitfahren die ersten sechs Positionen aus. Pascal Wehrlein sicherte sich mit einer Rundenzeit von 59,347 Sekunden die Pole-Position und damit drei Punkte. Die weiteren Positionen belegten di Grassi, Massa, Rowland, Félix da Costa und Buemi.

### Rennen
Das Rennen ging über eine Zeit von 45 Minuten zuzüglich einer Runde. Jeder Fahrer musste den Attack-Mode zweimal aktivieren, nach der Aktivierung leistete das Fahrzeug für eine Zeit von vier Minuten maximal 225 kW statt 200 kW.
Di Grassi gewann das Rennen vor Félix da Costa und Mortara. Die restlichen Punkteplatzierungen belegten D’Ambrosio, André Lotterer, Wehrlein, Mitch Evans, Massa, Bird und Abt. Der Punkt für die schnellste Rennrunde unter den ersten Zehn ging an Wehrlein.

## Meldeliste
Alle Teams und Fahrer verwendeten Reifen von Michelin.
| Team                                     | Fahrzeug           | Nr. | Fahrer                 |
| ---------------------------------------- | ------------------ | --- | ---------------------- |
| Audi Sport ABT Schaeffler Formula E Team | Audi e-tron FE05   | 11  | Lucas di Grassi        |
| Audi Sport ABT Schaeffler Formula E Team | Audi e-tron FE05   | 66  | Daniel Abt             |
| DS Techeetah                             | DS E-Tense FE 19   | 25  | Jean-Éric Vergne       |
| DS Techeetah                             | DS E-Tense FE 19   | 36  | André Lotterer         |
| Envision Virgin Racing                   | Audi e-tron FE05   | 02  | Sam Bird               |
| Envision Virgin Racing                   | Audi e-tron FE05   | 04  | Robin Frijns           |
| Mahindra Racing                          | Mahindra M5Electro | 64  | Jérôme D’Ambrosio      |
| Mahindra Racing                          | Mahindra M5Electro | 94  | Pascal Wehrlein        |
| Nissan e.dams                            | Nissan IM01        | 22  | Oliver Rowland         |
| Nissan e.dams                            | Nissan IM01        | 23  | Sébastien Buemi        |
| Panasonic Jaguar Racing                  | Jaguar I-Type III  | 03  | Nelson Piquet jr.      |
| Panasonic Jaguar Racing                  | Jaguar I-Type III  | 20  | Mitch Evans            |
| Venturi Formula E Team                   | Venturi VFE05      | 19  | Felipe Massa           |
| Venturi Formula E Team                   | Venturi VFE05      | 48  | Edoardo Mortara        |
| NIO Formula E Team                       | NIO Sport 004      | 08  | Tom Dillmann           |
| NIO Formula E Team                       | NIO Sport 004      | 16  | Oliver Turvey          |
| Geox Dragon                              | PENSKE EV-3        | 06  | Felipe Nasr            |
| Geox Dragon                              | PENSKE EV-3        | 07  | José María López       |
| BMW i Andretti Motorsport                | BMW iFE.18         | 27  | Alexander Sims         |
| BMW i Andretti Motorsport                | BMW iFE.18         | 28  | António Félix da Costa |
| HWA Racelab                              | Venturi VFE05      | 05  | Stoffel Vandoorne      |
| HWA Racelab                              | Venturi VFE05      | 17  | Gary Paffett           |

## Klassifikationen

### Qualifying
| Pos.                                                                   | Fahrer                 | Team                                     | Zeit       | Superpole | Start |
| ---------------------------------------------------------------------- | ---------------------- | ---------------------------------------- | ---------- | --------- | ----- |
| 01                                                                     | Pascal Wehrlein        | Mahindra Racing                          | 0:59,604   | 0:59,347  | 01    |
| 02                                                                     | Lucas di Grassi        | Audi Sport ABT Schaeffler Formula E Team | 0:59,739   | 0:59,653  | 02    |
| 03                                                                     | Felipe Massa           | Venturi Formula E Team                   | 0:59,719   | 0:59,695  | 03    |
| 04                                                                     | Oliver Rowland         | Nissan e.dams                            | 0:59,593   | 0:59,808  | 04    |
| 05                                                                     | António Félix da Costa | BMW i Andretti Motorsport                | 0:59,778   | 0:59,819  | 05    |
| 06                                                                     | Sébastien Buemi        | Nissan e.dams                            | 0:59,763   | 0:59,949  | 06    |
| 07                                                                     | Alexander Sims         | BMW i Andretti Motorsport                | 0:59,782   | –         | 07    |
| 08                                                                     | Jean-Éric Vergne       | DS Techeetah                             | 0:59,802   | –         | 08    |
| 09                                                                     | Edoardo Mortara        | Venturi Formula E Team                   | 0:59,935   | –         | 09    |
| 10                                                                     | Oliver Turvey          | NIO Formula E Team                       | 0:59,936   | –         | 10    |
| 11                                                                     | Nelson Piquet jr.      | Panasonic Jaguar Racing                  | 0:59,959   | –         | 11    |
| 12                                                                     | André Lotterer         | DS Techeetah                             | 1:00,050   | –         | 12    |
| 13                                                                     | Tom Dillmann           | NIO Formula E Team                       | 1:00,192   | –         | 13    |
| 14                                                                     | Felipe Nasr            | Geox Dragon                              | 1:00,210   | –         | 14    |
| 15                                                                     | José María López       | Geox Dragon                              | 1:00,293   | –         | 15    |
| 16                                                                     | Gary Paffett           | HWA Racelab                              | 1:00,340   | –         | 16    |
| 17                                                                     | Robin Frijns           | Envision Virgin Racing                   | 1:00,375   | –         | 20    |
| 18                                                                     | Mitch Evans            | Panasonic Jaguar Racing                  | 1:00,424   | –         | 17    |
| 19                                                                     | Jérôme D’Ambrosio      | Mahindra Racing                          | 1:00,455   | –         | 18    |
| 20                                                                     | Stoffel Vandoorne      | HWA Racelab                              | 1:00,844   | –         | 19    |
| 21                                                                     | Daniel Abt             | Audi Sport ABT Schaeffler Formula E Team | 1:00,936   | –         | 21    |
| 110-Prozent-Zeit: 1:05,552 min (bezogen auf Bestzeit von 0:59,593 min) |                        |                                          |            |           |       |
| –                                                                      | Sam Bird               | Envision Virgin Racing                   | keine Zeit | –         | 22    |

Anmerkungen
1. ↑  Frijns wurde um drei Startplätze nach hinten versetzt, da er D’Ambrosio im Qualifying aufgehalten hatte.
2. ↑  Obwohl er sich nicht qualifiziert hatte, wurde Bird erlaubt, zu starten, da er im freien Training ausreichend schnell gewesen war.

### Rennen
| Pos. | Fahrer                 | Team                                     | Runden | Zeit        | Start | Schnellste Runde |
| ---- | ---------------------- | ---------------------------------------- | ------ | ----------- | ----- | ---------------- |
| 01   | Lucas di Grassi        | Audi Sport ABT Schaeffler Formula E Team | 45     | 1:13:16,167 | 02    | 1:01,277 (09.)   |
| 02   | António Félix da Costa | BMW i Andretti Motorsport                | 45     | + 0,436     | 05    | 1:01,463 (09.)   |
| 03   | Edoardo Mortara        | Venturi Formula E Team                   | 45     | + 0,745     | 09    | 1:01,441 (09.)   |
| 04   | Jérôme D’Ambrosio      | Mahindra Racing                          | 45     | + 1,159     | 18    | 1:01,450 (09.)   |
| 05   | André Lotterer         | DS Techeetah                             | 45     | + 1,785     | 12    | 1:01,603 (09.)   |
| 06   | Pascal Wehrlein        | Mahindra Racing                          | 45     | + 5,210     | 01    | 1:01,112 (10.)   |
| 07   | Mitch Evans            | Panasonic Jaguar Racing                  | 45     | + 5,800     | 17    | 1:01,397 (09.)   |
| 08   | Felipe Massa           | Venturi Formula E Team                   | 45     | + 8,084     | 03    | 1:01,557 (09.)   |
| 09   | Sam Bird               | Envision Virgin Racing                   | 45     | + 8,356     | 22    | 1:01,522 (09.)   |
| 10   | Daniel Abt             | Audi Sport ABT Schaeffler Formula E Team | 45     | + 8,438     | 21    | 1:01,372 (43.)   |
| 11   | Robin Frijns           | Envision Virgin Racing                   | 45     | + 9,044     | 20    | 1:01,573 (09.)   |
| 12   | Oliver Turvey          | NIO Formula E Team                       | 45     | + 11,252    | 10    | 1:01,491 (09.)   |
| 13   | Jean-Éric Vergne       | DS Techeetah                             | 45     | + 19,153    | 08    | 1:01,217 (09.)   |
| 14   | Alexander Sims         | BMW i Andretti Motorsport                | 45     | + 20,471    | 07    | 1:01,233 (10.)   |
| 15   | Tom Dillmann           | NIO Formula E Team                       | 45     | + 20,871    | 13    | 1:01,514 (09.)   |
| 16   | Gary Paffett           | HWA Racelab                              | 45     | + 23,272    | 16    | 1:01,599 (36.)   |
| 17   | José María López       | Geox Dragon                              | 45     | + 41,524    | 15    | 1:01,398 (33.)   |
| 18   | Stoffel Vandoorne      | HWA Racelab                              | 45     | + 43,425    | 19    | 1:01,154 (10.)   |
| 19   | Felipe Nasr            | Geox Dragon                              | 45     | + 1:56,160  | 14    | 1:01,518 (09.)   |
| 20   | Oliver Rowland         | Nissan e.dams                            | 44     | DNF         | 04    | 1:01,206 (10.)   |
| 21   | Sébastien Buemi        | Nissan e.dams                            | 44     | DNF         | 06    | 1:01,557 (12.)   |
| –    | Nelson Piquet jr.      | Panasonic Jaguar Racing                  | 02     | DNF         | 11    | 1:02,293 (02.)   |

Anmerkungen
1. ↑  Wehrlein erhielt nachträglich eine Fünf-Sekunden-Strafe, weil er die Strecke verlassen und sich einen Vorteil verschafft hatte.

## Meisterschaftsstände nach dem Rennen
Die ersten Zehn des Rennens bekamen 25, 18, 15, 12, 10, 8, 6, 4, 2 bzw. 1 Punkt(e). Zusätzlich gab es drei Punkte für die Pole-Position und einen Punkt für den Fahrer unter den ersten Zehn, der die schnellste Rennrunde erzielte.

### Fahrerwertung
| Pos. | Fahrer                 | Team                                     | Punkte |
| ---- | ---------------------- | ---------------------------------------- | ------ |
| 01   | Jérôme D’Ambrosio      | Mahindra Racing                          | 53     |
| 02   | António Félix da Costa | BMW i Andretti Motorsport                | 46     |
| 03   | Sam Bird               | Envision Virgin Racing                   | 45     |
| 04   | Lucas di Grassi        | Audi Sport ABT Schaeffler Formula E Team | 34     |
| 05   | Pascal Wehrlein        | Mahindra Racing                          | 30     |
| 06   | André Lotterer         | DS Techeetah                             | 29     |
| 07   | Robin Frijns           | Envision Virgin Racing                   | 28     |
| 08   | Jean-Éric Vergne       | DS Techeetah                             | 28     |
| 09   | Mitch Evans            | Panasonic Jaguar Racing                  | 28     |
| 10   | Edoardo Mortara        | Venturi Formula E Team                   | 27     |
| 11   | Daniel Abt             | Audi Sport ABT Schaeffler Formula E Team | 22     |
| 12   | Alexander Sims         | BMW i Andretti Motorsport                | 18     |

| Pos. | Fahrer             | Team                    | Punkte |
| ---- | ------------------ | ----------------------- | ------ |
| 13   | Sébastien Buemi    | Nissan e.dams           | 15     |
| 14   | Oliver Rowland     | Nissan e.dams           | 6      |
| 15   | Oliver Turvey      | NIO Formula E Team      | 4      |
| 16   | Felipe Massa       | Venturi Formula E Team  | 4      |
| 17   | José María López   | Geox Dragon             | 2      |
| 18   | Nelson Piquet jr.  | Panasonic Jaguar Racing | 1      |
| 19   | Maximilian Günther | Geox Dragon             | 0      |
| 20   | Gary Paffett       | HWA Racelab             | 0      |
| 21   | Tom Dillmann       | NIO Formula E Team      | 0      |
| 22   | Stoffel Vandoorne  | HWA Racelab             | 0      |
| 23   | Felipe Nasr        | Geox Dragon             | 0      |
| –    | Felix Rosenqvist   | Mahindra Racing         | 0      |

### Teamwertung
| Pos. | Team                                     | Punkte |
| ---- | ---------------------------------------- | ------ |
| 01   | Mahindra Racing                          | 83     |
| 02   | Envision Virgin Racing                   | 73     |
| 03   | BMW i Andretti Motorsport                | 64     |
| 04   | DS Techeetah                             | 57     |
| 05   | Audi Sport ABT Schaeffler Formula E Team | 56     |
| 06   | Venturi Formula E Team                   | 31     |

| Pos. | Team                    | Punkte |
| ---- | ----------------------- | ------ |
| 07   | Panasonic Jaguar Racing | 29     |
| 08   | Nissan e.dams           | 21     |
| 09   | NIO Formula E Team      | 4      |
| 10   | Geox Dragon             | 2      |
| 11   | HWA Racelab             | 0      |